# Hersenkoraal
Hersenkoraal is een informele verzamelnaam voor een groep van bolvormige kolonievormende steenkoralen. De groep vormt geen systematische eenheid. De soorten in deze groep ontlenen hun naam aan de kanalen in het oppervlak van de koraalkolonies, die veel weg hebben van de groeven en windingen van de menselijke hersenen. Het gaat om soorten steenkoraal die behoren tot de families Mussidae en Merulinidae. De bekendste vertegenwoordigers zijn Diploria labyrinthiformis en Pseudodiploria strigosa (familie Mussidae), en soorten uit de geslachten Platygyra en Leptoria (Merulinidae).

## Groei
De typische structuur van hersenkoralen heeft te maken met de groei van de koraalkolonies. Bij de meeste steenkoralen delen de koraalpoliepen zich in afzonderlijke poliepjes, die door kalkwanden van elkaar zijn gescheiden. Bij de hersenkoralen blijft de vorming van een scheidingswand achterwege, en blijven de poliepen na een deling met de mondschijf met elkaar verbonden. De kalkskeletten van de naast elkaar gelegen koraaldiertjes versmelten bij deze soorten met elkaar. Dit laatste heeft de typische lintvormige structuur van de mondschijf van hersenkoralen tot gevolg.
Kolonies kunnen een omvang bereiken van 1 tot 2 meter.

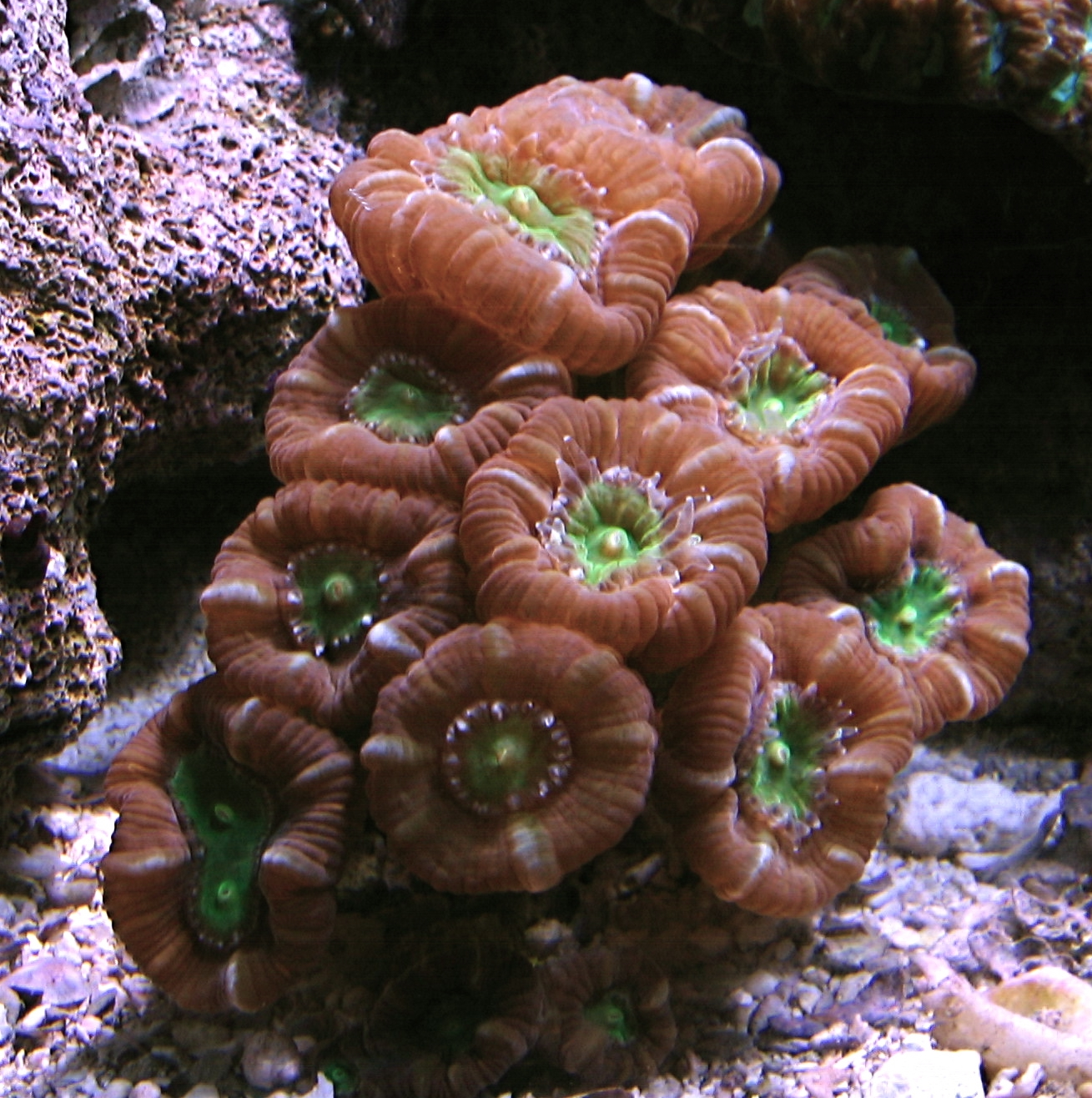
Caulastraea furcata (familie Merulinidae) is nauw verwant aan sommige "hersenkoralen" maar vertoont niet de gegroefde structuur

## Geschiedenis van de groep
Soorten die kenmerken van hersenkoraal vertonen werden traditioneel geplaatst in de familie "Faviidae". Die indeling was uitsluitend gebaseerd op de morfologie van het kalkskelet. Onderzoek door Ann F. Budd et al. op basis van de moleculaire analyse van het DNA, in combinatie met morfologische kenmerken, van 29 soorten die traditioneel in de familie Faviidae werden geplaatst, 23 uit de familie Mussidae, 13 uit de familie Merulinidae, Pectiniidae en Trachyphylliidae, en 2 uit de Montastraeidae, waarvan de resultaten in 2012 werden gepubliceerd, maakt sterk aannemelijk dat de classificatie op basis van uitsluitend morfologie achterhaald en onjuist is. Een van de bevindingen van het onderzoek was dat het geslacht Favia sensu stricto (een klein geslacht met de typesoort Madrepora fragum = Favia fragum) relatief nauw verwant is aan het geslacht Mussa. Indien beide geslachten in dezelfde familie worden geplaatst, zoals door de auteurs van het artikel voorgesteld, dan heeft de familienaam Mussidae Ortmann, 1890 (met typegeslacht Mussa) prioritiet over de naam Faviidae Gregory, 1900 (met typegeslacht Favia). Zolang Favia en Mussa in dezelfde familie worden geplaatst, is de familienaam Faviidae een synoniem voor de familienaam Mussidae. Het typegeslacht Favia van de familie Faviidae bleek bovendien niet alleen polyfyletisch, maar de evolutionaire oorsprong van de soorten die traditioneel in dat geslacht werden geplaatst was zo divers dat het merendeel in een andere familie (familie Merulinidae, geslacht Dipsastraea) diende te worden geplaatst.

## Verspreiding
Soorten met de kenmerken van hersenkoralen komen voor in de Rode Zee, de Indische Oceaan en de Caraïbische Zee.